# Ghanzi
Ghanzi   este un oraș  în  partea de vest a Botswana, în  districtul  Ghanzi. Este reședința districtului. Este supranumit Capitala deșertului Kalahari.